# Городская психиатрическая больница № 3 имени И. И. Скворцова-Степанова

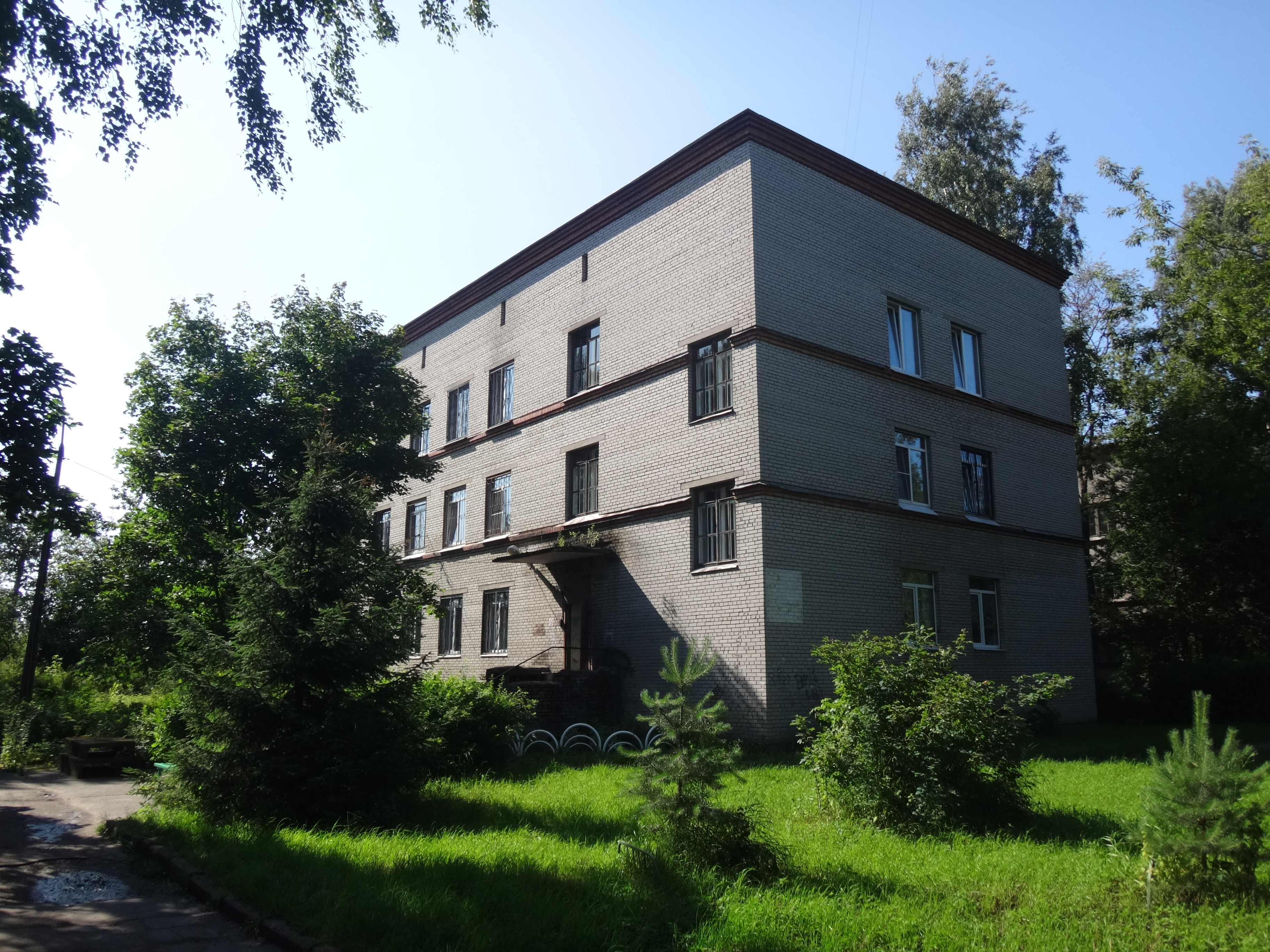
Современный корпус ГПБ № 3

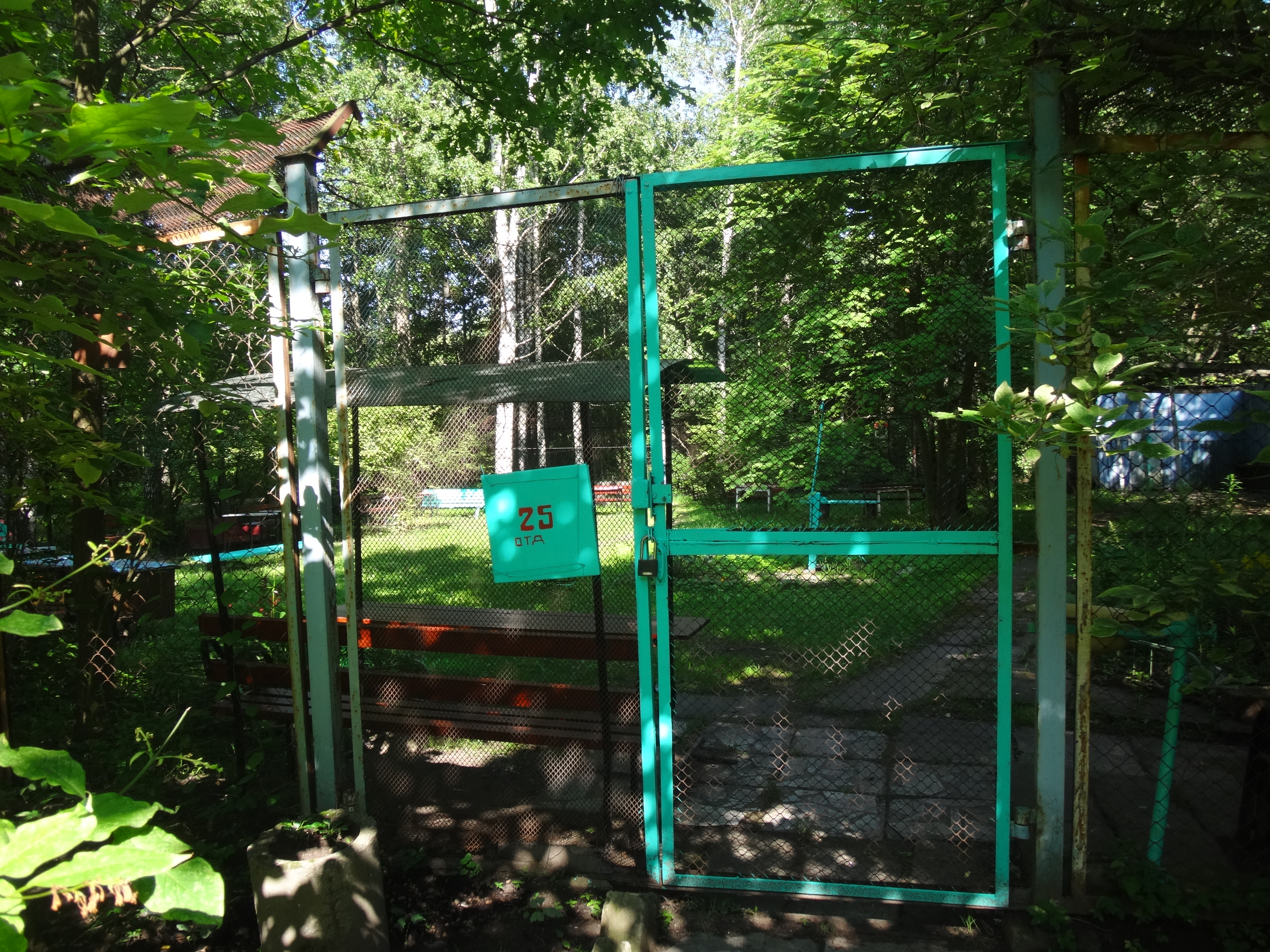
Один из прогулочных садиков для пациентов (именуются в народе «загонами»)

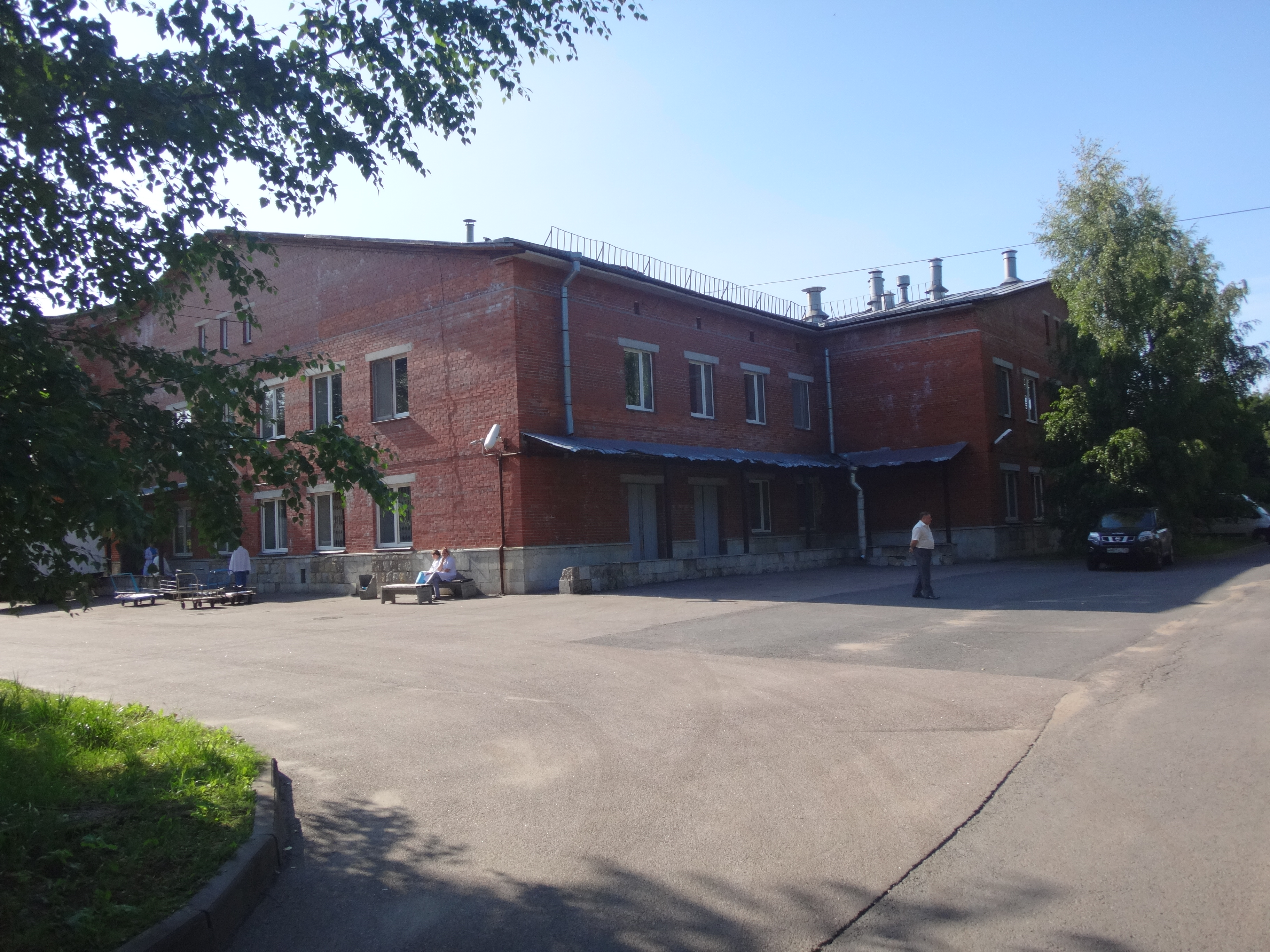
Пищевой цех

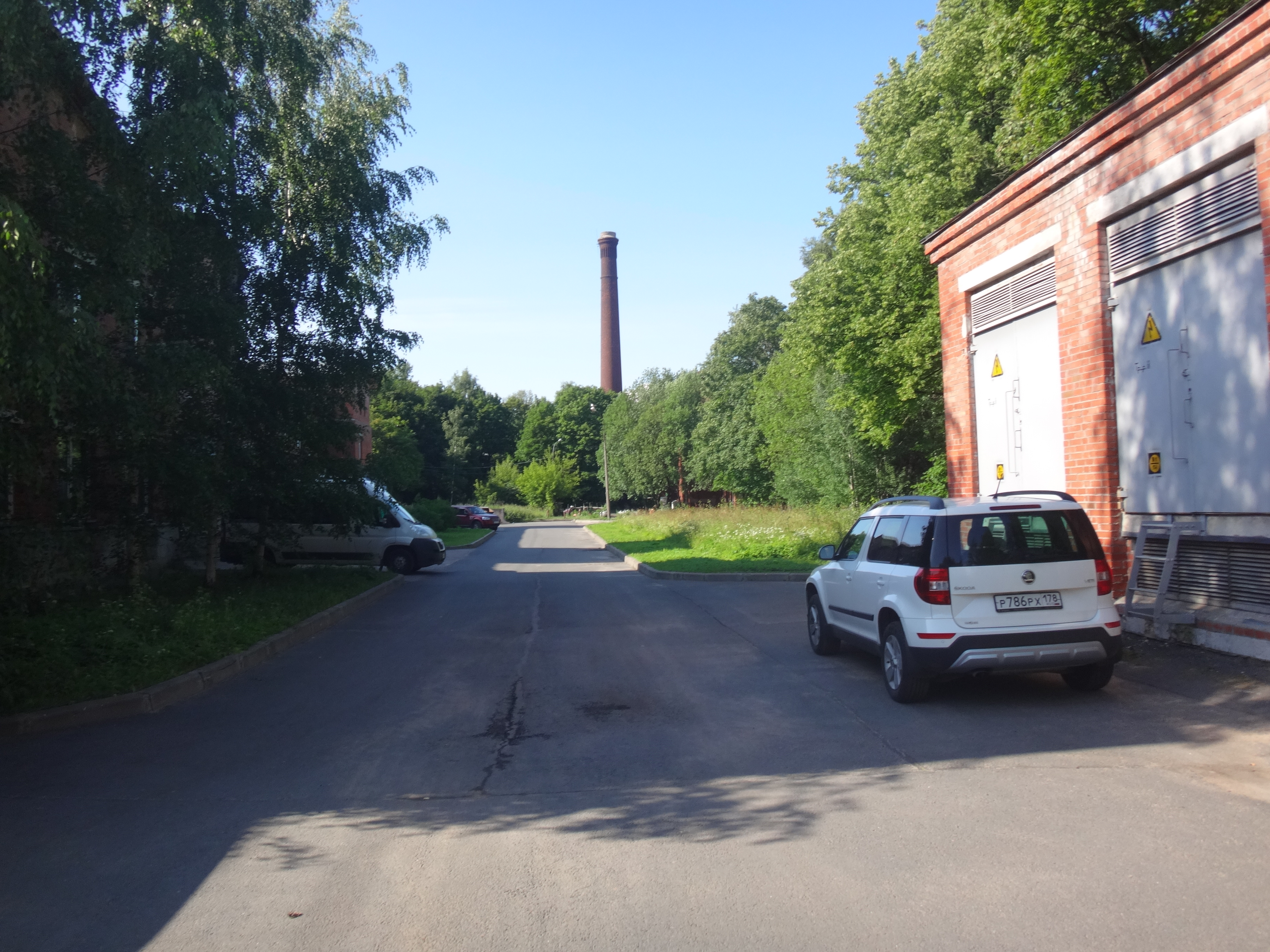
Дорожка в западной части больницы (вид на север)

Городска́я психиатри́ческая больни́ца № 3 имени И. И. Скворцо́ва-Степа́нова — психиатрический стационар Санкт-Петербурга, оказывающий медицинскую помощь населению. Основная часть находится в Приморском районе на Фермском шоссе, 36.

## История больницы
Учреждение было основано в 1870 году на 100 коек (для дворян), среди них были и инфекционные бараки — «Дом призрения». В 1870-х гг. при Доме призрения возвели деревянную церковь. Церковь была построена по проекту академика архитектуры И. В. Штрома на деньги известного петербургского мецената Ильи Федуловича Громова (брата В. Ф. Громова). Главной иконой храма служила икона  св. Пантелеимона, привезённая из Пантелеимонова монастыря на Афоне.

Царь-основатель Александр III

Церковь строилась одновременно с комплексом деревянных павильонов Дома призрения душевнобольных цесаревича Александра (будущего императора Александра III). Наследник  из своих  средств выделил 60—70 тыс. рублей на строительство и 20 тыс. в год на содержание больных. Весь комплекс возводился по проекту И. В. Штрома в едином стиле. Заведение находилось на попечительстве совета, возглавляемого принцем А. П. Ольденбургским. Большая часть больных, представители дворян, духовенства и купечества, принималась на платной основе. Благоустроенные павильоны имели домашнюю обстановку.
В 1885 году на основе инфекционных бараков основывается больница Святого великомученика Пантелеимона (для бедных сословий).
Первоначально больница существовала на деньги благотворителей. В 1888 году её передали городу. При этом больничные корпуса были отремонтированы, а церковь расширена. По свидетельству современника, «по праздникам дачники охотно посещают больничную церковь и молятся вместе с сумасшедшими».
Летом 1918 года в этой больнице, притворившись сумасшедшим, скрывался от большевиков генерал-майор В. Н. Воейков.
В 1919 году путём слияния обоих отделений образовалась «Удельнинская психиатрическая больница». Уже в августе 1919 года больница указывается в документах как 3-я психиатрическая больница.
В 1920-е годы в больницу пытались в рамках борьбы с наркотизмом и алкоголизмом помещать алкоголиков, несмотря на протесты сотрудников больницы. Это привело к бунту этой категории пациентов, пострадал медперсонал. В итоге алкоголистическое отделение было решено закрыть.
В 1929 году церковь св. Пантелеимона закрыли и перестроили под хозяйственный корпус (склад) психиатрической больницы.
С 1931 года больница носит название «Городская психиатрическая больница № 3 имени И. И. Скворцова-Степанова». С 1931 по 1935 год главный врач М. С. Левин провёл ремонт больницы, реорганизовал отделения, создал кабинет униполярной ионизации по профессору Чижевскому.
Осенью 1990 года здание церкви, утратившее кровлю ещё в 1950-х годах, с провалившимся полом и обугленными после пожара стенами, вернули верующим, и в течение нескольких последующих лет она была восстановлена. В 1995—1996 годах были восстановлены утраченные звонница и шатёр, в июне 1996 года был поднят крест.
В 2007 году напротив входа в церковь на средства администрации Приморского района установлен утраченный в советское время памятник Александру III.

## Достопримечательности

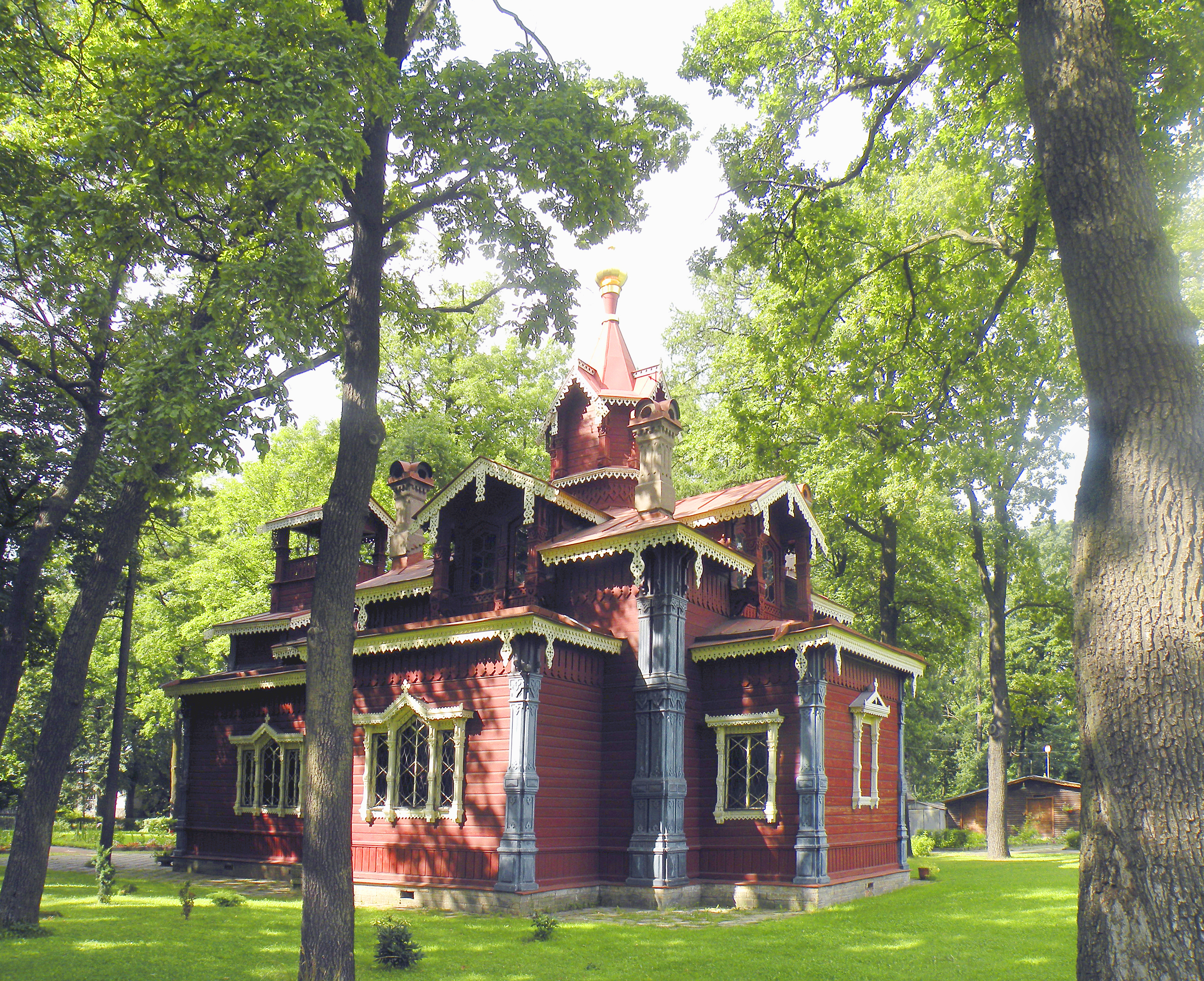
Церковь Пантелеймона Целителя при доме призрения душевнобольных Императора Александра Третьего

- памятник архитектуры (региональный) Церковь св. вмч. Пантелеимона при Доме призрения душевнобольных Цесаревича Александра (1871 год постройки, арх. И. В. Штром).
- памятник архитектуры (региональный) Женский пансионерский корпус (Фермское шоссе, 36 к.1, 1899—1900, модерн, арх. Г.И. Люцедарский).
- памятник архитектуры (региональный) Центральная прачечная (Фермское шоссе, 36 к.3, 1899—1900, модерн, арх. Г.И. Люцедарский).
- памятник архитектуры (региональный) Индивидуальный павильон  (Фермское шоссе, 36 к.17) — один из индивидуальных корпусов, которые строились специально  для содержания пациентов из богатых семей.
- памятник архитектуры (региональный) «Фрейлинский» женский корпус (Фермское шоссе, 36 к.9) и мужской «офицерский» корпус (Фермское шоссе, 36 к.8) построены один напротив другого в 1904 году в стиле модерн по проекту арх. Г.И. Люцедарского. Из интерьеров сохранились: плитка при входе, деревянная отделка в холле,  латунные ручки на дверях, огромные зеркала в холлах, овальные зеркальные вставки в коридорах на отделениях.
- памятник архитектуры (региональный) Силовая станция с водонапорной башней и дымовой трубой построена в 1886—1887 гг. по проекту П.И. Балинского, расширена в 1903—1904 гг. по проекту Г.И. Люцедарского.

Перечисленные здания включены в Единый государственный реестр объектов культурного наследия (памятников истории и культуры) народов Российской Федерации в качестве объекта культурного наследия регионального значения  на основании решения Малого Совета Санкт-Петербургского  городского Совета народных депутатов №  327 от 7 сентября 1993 года.
В 2010 году губернатор Санкт-Петербурга В. И. Матвиенко обратилась в Министерство культуры Российской Федерации с просьбой снять охранный статус с 11 памятников, в том числе и с бывшего Удельного земледельческого училища с парком. По крайней мере часть зданий из списка в случае снятия их с охраны будет снесена, а территория застроена.

## Культурные аллюзии
- Эту и другие психиатрические лечебницы в просторечии по аналогии называют «Степанова-Скворцова».
- Существуют музыкальные группы «Скворцы Степанова» и «Скворцов и Степанова».
- Эта больница фигурировала в комедийном телесериале «Легенда о Тампуке».
- Упоминается в песне Александра Розенбаума «Песня о скорой помощи» (И в Кресты, и в Эрисмана, и в Скворцова и Степана возим мы клиентов круглосуточно).
- Упоминается в песне «Питер» группы «Пилот»: «…Здесь легко спутать небо с землёю, / Ангелов и зверей, / Здесь на углу Степанова-Скворцова / Всегда день открытых дверей…».
- Среди наиболее известных пациентов больницы фигурирует лидер группы «Ноль» Фёдор Чистяков.